# لارس هلگه بیرکلند
لارس هلگه بیرکلند (انگلیسی: Lars Helge Birkeland؛ زادهٔ ۱۱ فوریهٔ ۱۹۸۸) ورزشکار دوگانه اهل نروژ است.